# Palazzo Bonaccorso

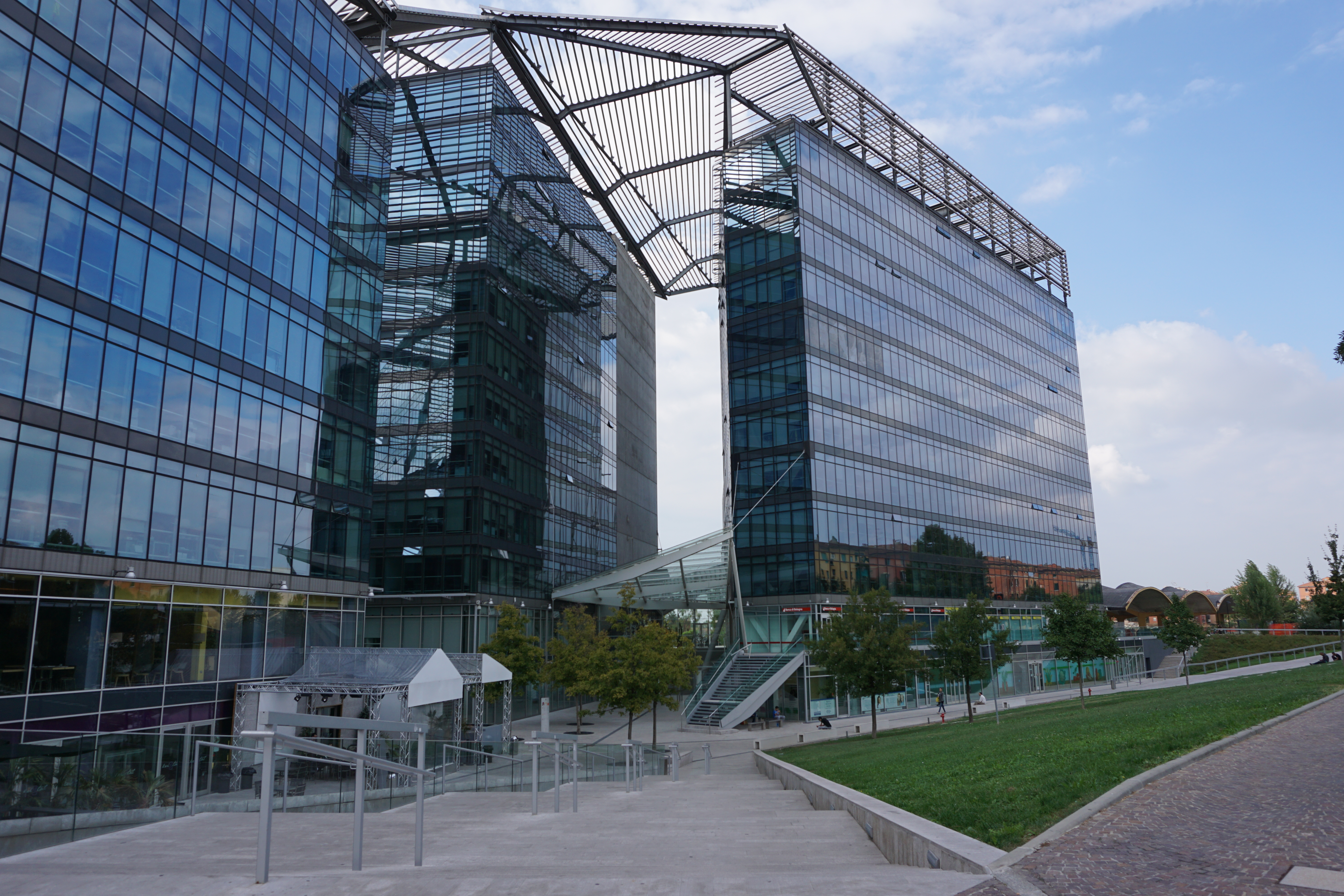
Palazzo Bonaccorso in Bologna

Der Palazzo Bonaccorso ist ein 11-Stöckiges, 50 Meter hohes Hochhaus in der Stadt Bologna in der italienischen Region Emilia-Romagna. Wie auch im Palazzo d’Accursio sind dort Teile der Stadtverwaltung untergebracht.
Der moderne Palast wurde zwischen 2006 und 2008 erbaut und liegt in der Nähe des Ex Mercato Ortofrutticolo (dt.: ehemaliger Obstmarkt) der Stadt, der heute gerade in der Umwandlung in eine Mehrzweckhalle ist. Der Palazzo Bonaccorso ist bemerkenswert durch die Kuchenstückform seiner Einzelgebäude, durch die Verbindung der drei Türme durch ein darüber angeordnetes, gemeinsames Dach und durch seine Glasfassaden. Er wurde im September 2008 vom Bürgermeister Sergio Cofferati in Anwesenheit seiner Vorgänger eingeweiht.
Der Palast liegt an der Piazza Liber Paradisus, der an das mittelalterliche Dokument erinnert, mit dem Bologna zum ersten Mal die Befreiung von der Sklaverei (Liber Paradisus genannt) proklamierte. Der Name des Palastes leitet sich von aus diesem Ereignis ab, da Bonaccorso de Soresina der Bürgermeister war, der die im „Liber“ gesammelten Dokumente entwarf.